# 共和国方案
共和国方案（西班牙語：Propuesta Republicana，縮寫为PRO）亦稱為共和党，是阿根廷的一个中间偏右保守主義政党。该党在2005年被创立之初为一个选举联盟，但于2010年6月3日转型为一个统一政党。2015－2019年與激進公民聯盟共同为阿根廷的执政党。

## 历史

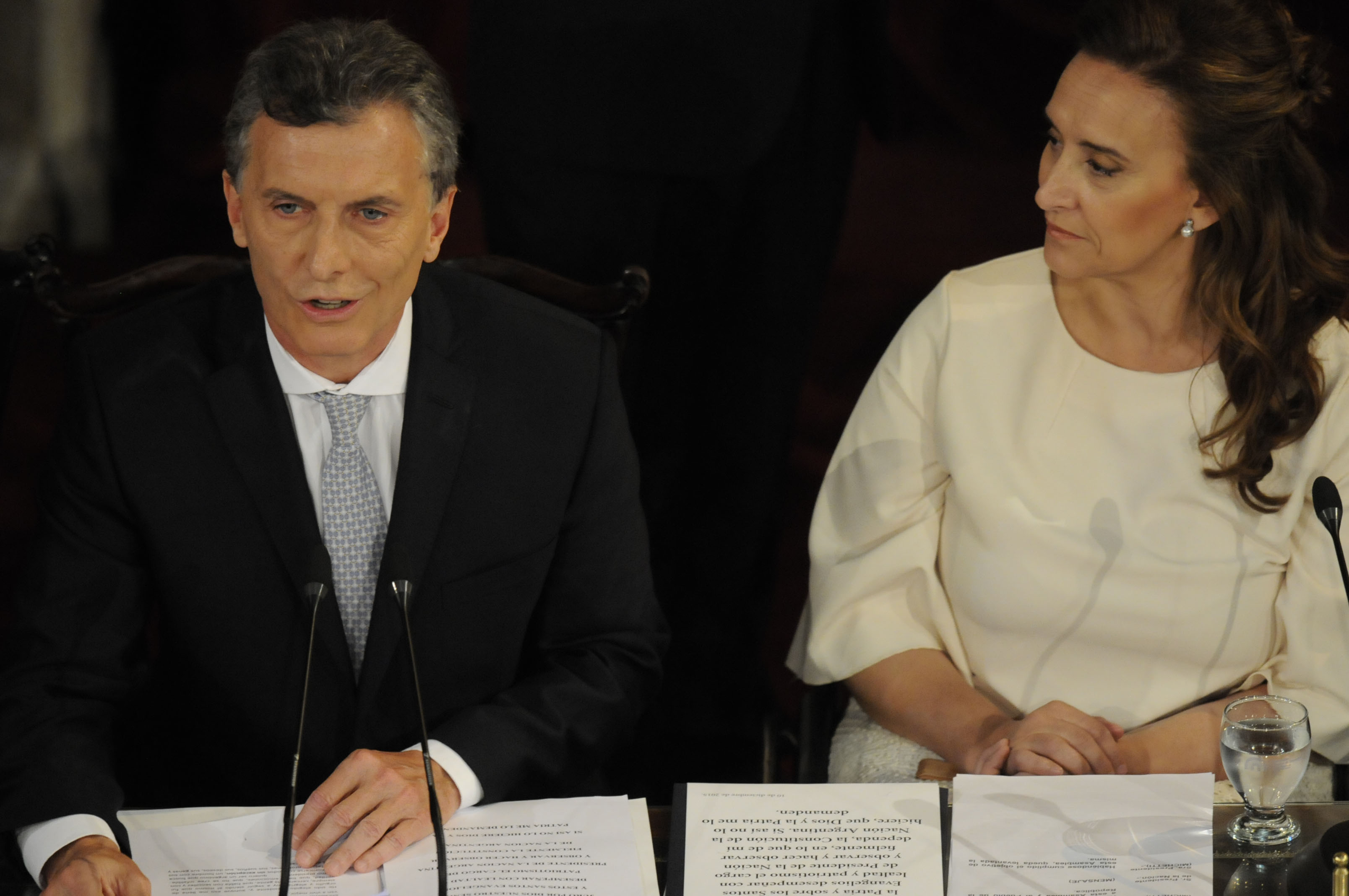
2015年12月10日阿根廷总统毛里西奥·马克里与阿根廷副总统加布里埃拉·米凯阿根廷蒂在阿根廷国会宣誓就任

共和国方案在创立之初为毛里西奥·马克里创立于布宜诺斯艾利斯自治市的变革承诺与里卡多·墨菲的重建发展的中間偏右党派联盟。为2005年国会选举而创立于2005年10月23日。
在2005年选举中赢得了改选的127席位（共257席位）中的9个席次。共和国方案在此後增加議會的席次。其後與反庇隆主義的激進公民聯盟結盟反對正義黨-勝利陣線。